# 积薪增二
积薪增二（雙子座82），又名BD+23 1812，HD 63208、SAO 79704、HR 3021，是雙子座的一颗恒星，视星等为6.18，位于銀經197.48，銀緯22.4，其B1900.0坐标为赤經7h 42m 34.9s，赤緯+23° 22.4′ 19″。